# Patinatius rusticus
Patinatius rusticus är en mångfotingart som först beskrevs av Carl Graf Attems 1934.  Patinatius rusticus ingår i släktet Patinatius och familjen Odontopygidae. Inga underarter finns listade i Catalogue of Life.